# Сенькин, Иван Ильич
Ива́н Ильи́ч Се́нькин (3 (16) августа 1915, д. Намоево, Намоево-Кончезерское общество, Шуйская волость, Петрозаводский уезд, Олонецкая губерния, Российская империя — 20 февраля 1986, Москва, СССР) — советский партийный и государственный деятель. Первый секретарь Карельского областного комитета КПСС (1958—1984). Председатель Президиума Верховного Совета Карельской АССР (1984—1985). Депутат Верховного Совета СССР IV, VI—XI созывов, делегат XXI—XXVI съездов КПСС, депутат Верховного Совета Карельской АССР V—XI созывов, депутат Верховного Совета РСФСР.

## Биография
Родился 16 августа 1915 в деревне Намоево, вблизи Петрозаводска (ныне Прионежский район Республики Карелия), в крестьянской семье, карел. Окончил фабрично-заводскую семилетнюю школу в посёлке Суна Кондопожского района. Учился в Петрозаводском лесном техникуме, ушёл с третьего курса.
В 1933 году поступил на экономический факультет Московской сельскохозяйственной академии имени К. А. Тимирязева, окончил Академию в 1938 году.
В 1939—1941 годах работал старшим агрономом Повенецкой и Ругозерской машинно-тракторных станций, главным агрономом Прионежского районного земельного отдела.
В июле 1940 года вступил в ВКП(б). В марте 1940 года после окончания Советско-финской войны (1939—1940) в Ругозере была организована группа партийного актива по изучению военного дела во главе с командиром А. Ф. Левошкиным (секретарь райисполкома) и И. И. Сенькиным (старший агроном Ругозерской МТС).
В годы Великой Отечественной войны, с октября 1941 года по сентябрь 1944 года, И. И. Сенькин в рядах РККА на Карельском фронте в составе Медвежьегорской оперативной группы и штаба 32-й армии. Иван Ильич пришёл с фронта в звании старшего лейтенанта. С декабря 1944 года по сентябрь 1946 года — начальник общей части Свердловского областного военкомата.
В 1946 году утверждён инструктором сельскохозяйственного отдела Свердловского областного комитета ВКП(б). В дальнейшем был избран первым секретарём Буткинского райкома ВКП(б), затем заведующим сельскохозяйственным отделом Свердловского областного комитета ВКП(б). В 1951—1952 и 1954—1955 годах работал секретарём Свердловского областного комитета ВКП(б)/КПСС.
В апреле 1955 года направлен в распоряжение Центрального Комитета Компартии Карело-Финской ССР. В 1955—1956 годах работает заместителем Председателя Совета Министров Карело-Финской ССР.
В эти годы в руководстве СССР решался вопрос о преобразовании Карело-Финской ССР в автономную республику. Первый секретарь ЦК Компартии Карело-Финской ССР Л.И. Лубенников поддержал это предложение и выступил в газете «Правда» с программной статьёй «О преобразовании КФССР из союзной в автономную республику». Председатель Совета Министров КФССР П.С. Прокконен и его заместитель И.И. Сенькин являлись противниками преобразования и тщетно обращались за поддержкой к заместителю Председателя Президиума Верховного Совета СССР О.В. Куусинену. Закон «О преобразовании Карело-Финской ССР в Карельскую АССР с включением её в состав РСФСР» был принят на V-й сессии Верховного Совета СССР IV-го созыва 11-16 июля 1956 года.
С января по июль 1956 года — второй секретарь ЦК КП Карело-Финской ССР. С июля 1956 года по 17 сентября 1958 года — второй секретарь Карельского обкома КПСС.
С 17 сентября 1958 года по 18 апреля 1984 года — первый секретарь Карельский обкома КПСС.
14 февраля 1984 года выступил на похоронах Генерального секретаря ЦК КПСС Андропова Ю. В. от имени Карельской парторганизации, в которой Андропов работал долгое время, с прощальной речью на траурном митинге с Мавзолея В.И. Ленина.
18 апреля 1984 года был избран Председателем Президиума Верховного Совета Карельской АССР.
Член Центральной ревизионной комиссии КПСС (1961—66 гг.), кандидатом в члены (1966—71 гг.) и членом (1971—1986 гг.) Центрального Комитета КПСС, делегатом съездов КПСС, депутатом Верховного Совета СССР, депутатом Верховного Совета Карельской АССР, депутатом Верховного Совета РСФСР.
С декабря 1985 года — персональный пенсионер союзного значения.
Скончался 20 февраля 1986 года в Центральной клинической больнице в Москве. Похоронен на Сулажгорском кладбище города Петрозаводска.

## Семья
- Первая жена — Анастасия Архипова, умерла в 1943 году. Сын от первого брака — Владимир Иванович Сенькин (1942 г.р.), врач, преподавал на медицинском факультете Петрозаводского государственного университета.
- Вторая жена — Вера Михайловна Тверскова умерла в 1979 году. Приёмный сын — И. В. Карманов (врач). Сын от второго брака — Сергей Иванович Сенькин (1952 г.р.).

## Награды
- 2 ордена Ленина (16.08.1965; 25.08.1971)
- орден Октябрьской Революции (15.08.1975)
- орден Отечественной войны II степени (11.03.1985)
- 2 ордена Трудового Красного Знамени (15.04.1958; 11.12.1973)
- орден Дружбы народов (15.08.1985)
- орден «Знак Почёта» (13.04.1963)
- медаль «За боевые заслуги» (03.11.1943)
- медаль «За трудовую доблесть» (25.12.1959)
- другие медали
- Орден «Сампо» (28.10.2019, Республика Карелия, посмертно) — за особо выдающиеся заслуги перед Республикой Карелия и её жителями в области культуры, искусства, науки, спорта, здравоохранения, государственного строительства и особо выдающиеся достижения в экономической, социально-культурной, государственной и общественной деятельности[10]
- Посмертно присвоено звание Почётный гражданин Республики Карелия[11].

## Память

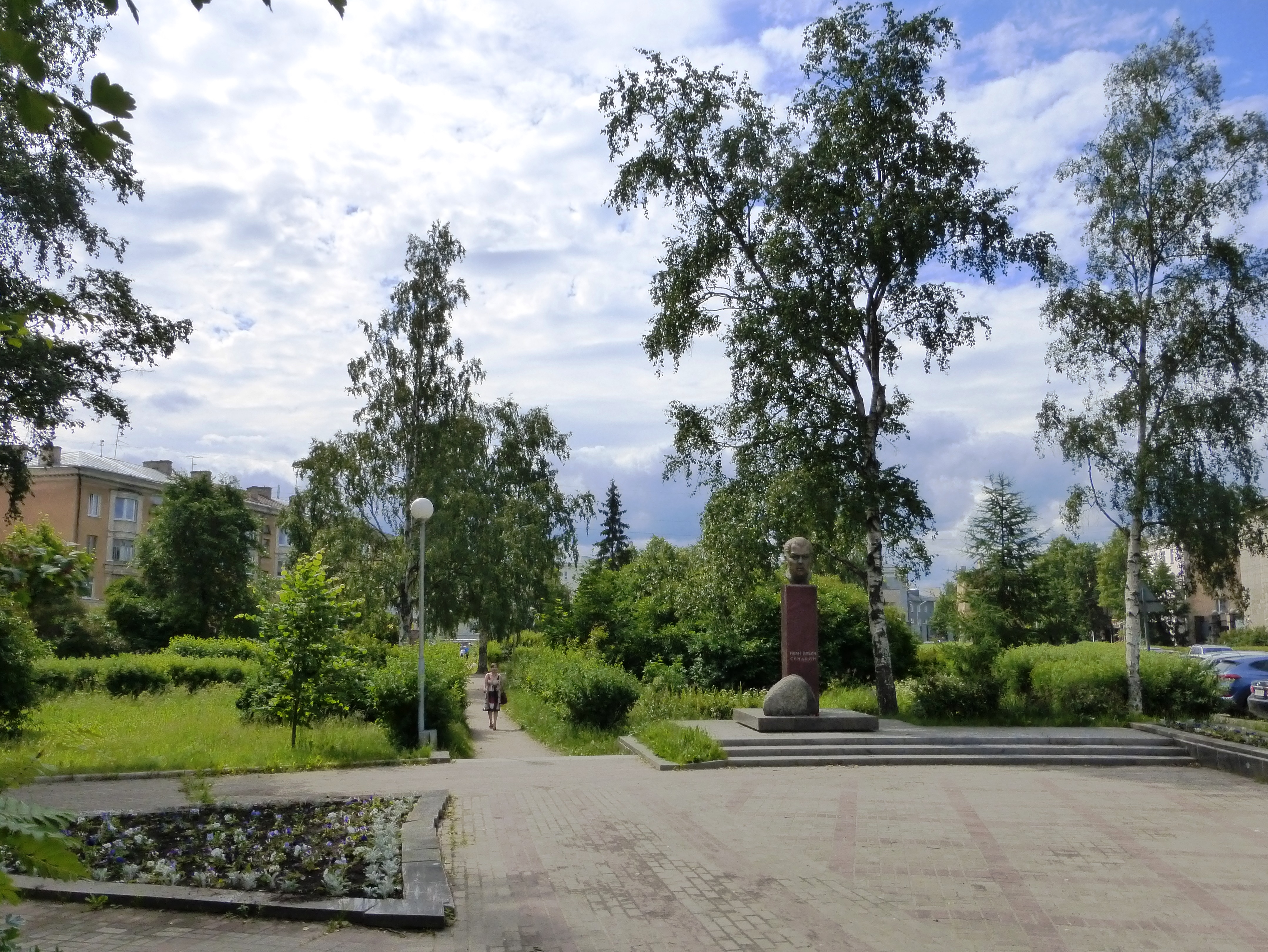
Сквер имени Сенькина

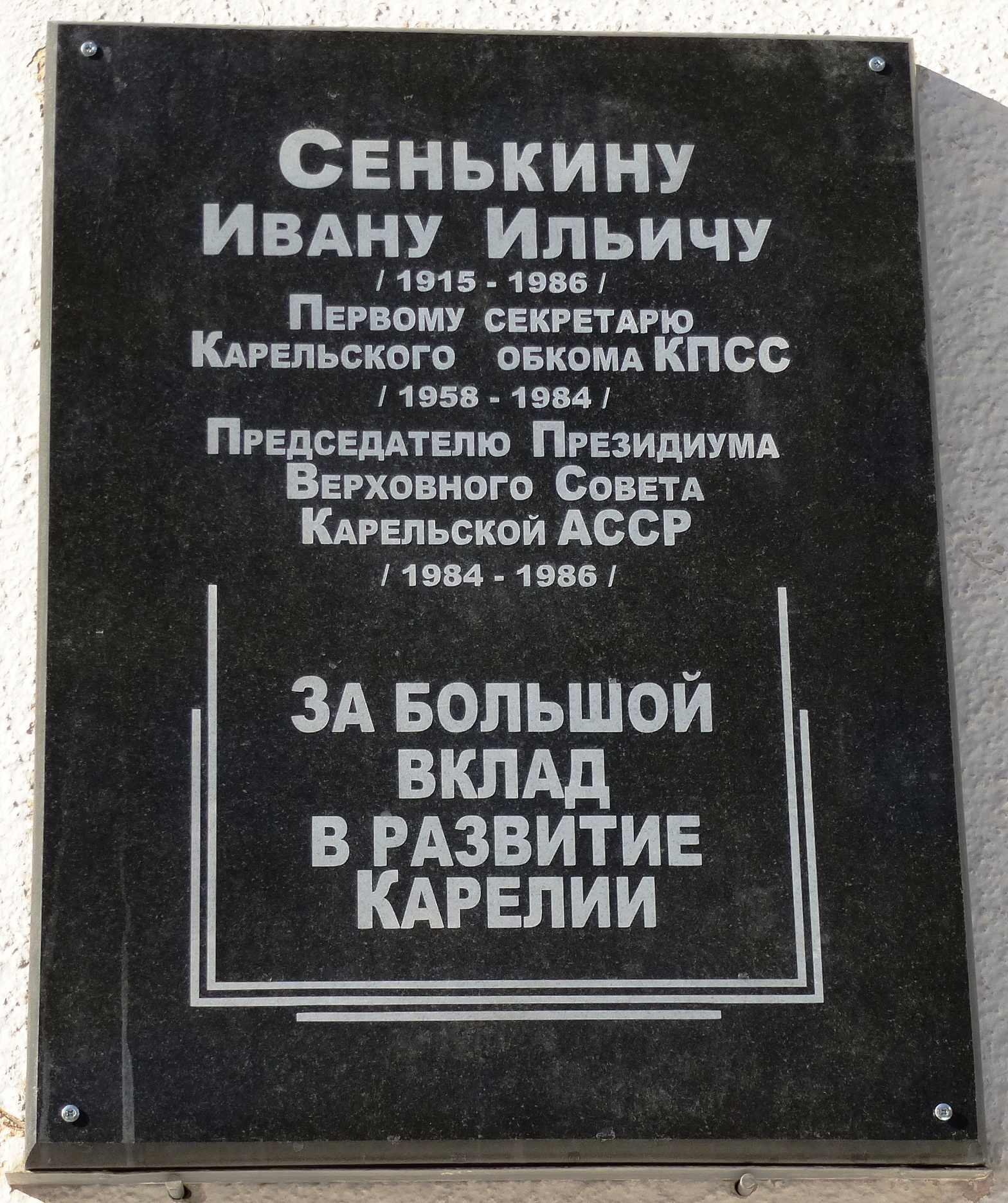
Памятная доска на ул. Свердлова, 10 в Петрозаводске

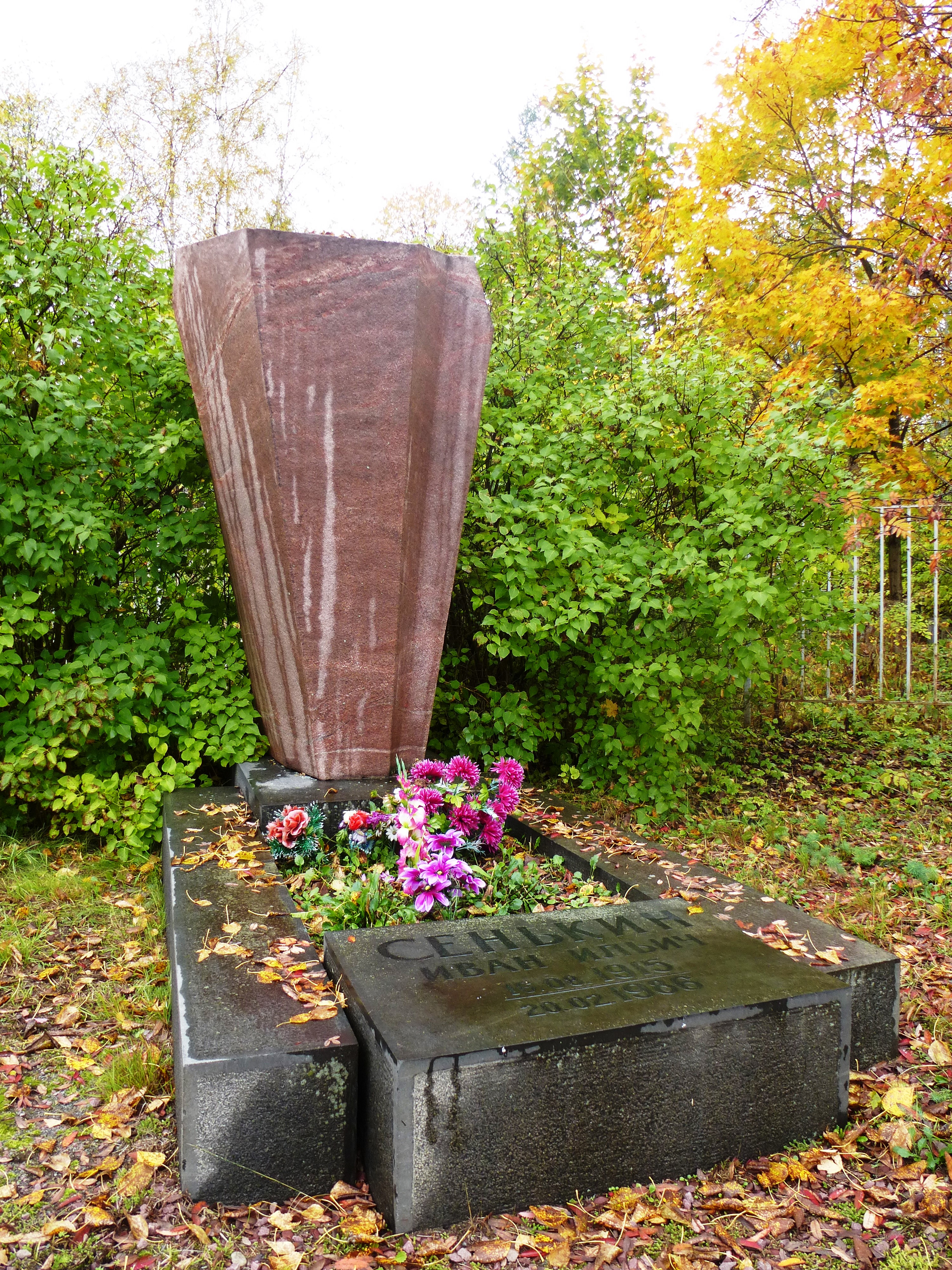
Памятник И. И. Сенькину на Сулажгорском кладбище.

В 2005 году ветераны войны и труда Карелии обратились к Главе Республики Карелия С. Л. Катанандову с предложением об увековечивании памяти Ивана Ильича Сенькина. Был проведён конкурс на проект бюста. За основу принят проект скульпторов — Э. Григоряна и Л. Давидяна. На заводе «Петрозаводскмаш» был изготовлен бронзовый бюст. Памятник открыт 17 августа 2007 года в Петрозаводске в сквере по ул. Германа Титова, напротив здания Законодательного Собрания Республики Карелия. Скверу присвоено имя И. И. Сенькина.

«Иван Ильич для многих, живущих в Карелии, был как родной отец, его любили и уважали. Он проработал на посту Первого секретаря Карельского обкома партии более 25 лет. Он и умер, отдав всё людям и оставив семье лишь 80 рублей на сберкнижке…»

А. Ф. Яровой, «Прощай, КГБ», 2001